# مؤتمر القاهرة لمناهضة الحرب
يُعتبر مؤتمر القاهرة ضد الهيمنة الأمريكية والحرب على العراق وتضامنًا مع فلسطين (لاحقًا: الحملة الشعبية لدعم المقاومة في فلسطين والعراق ومناهضة العولمة)؛ والمعروف بوجه عام باسم مؤتمر القاهرة لمناهضة الحرب، هو مؤتمر مناهض للحرب والليبرالية الجديدة الذي ينعقد بانتظام منذ عام 2002 في القاهرة، مصر. وقد نظم مؤتمر القاهرة الحملة الدولية المناهضة للعدوان على العراق التي بدورها ساعدت في تنسيق مظاهرات عالمية في 15 فبراير 2003. وفي عام 2009، مُنع المؤتمر بواسطة حكومة الرئيس المصري السابق محمد حسني مبارك.

## المؤتمر الأول - 2002
عُقد المؤتمر الأول في الفترة من 17 إلى 19 ديسمبر 2002 في فندق كونراد الذي يطل على ضفاف نهر النيل. وقد حضر المؤتمر أربعمائة شخص. وضم المتحدثون كلاً من مُنسق الشؤون الإنسانية للأمم المتحدة من أجل العراق السيد الدكتور هانز فون سبونيك. وقد ترأس المؤتمر الرئيس الجزائري السابق أحمد بن بلة. وكانت إحدى نتائج المؤتمر صدور «إعلان القاهرة» الذي اتخذ موقفًا معارضًا ضد غزو العراق الذي كان وشيكًا حينها، كما نوّه المؤتمر أيضًا عن التأثيرات السلبية للعولمة الرأسمالية والهيمنة الأمريكية على شعوب العالم (بما في ذلك المواطنين الأمريكيين والأوروبيين). بالإضافة إلى ذلك، فقد ذكر الإعلان أنه «في ظل غياب الديمقراطية وفي ظل انتشار الفساد والقمع على نطاق واسع ليشكلان اثنين من العوائق البارزة في مسار حركة الشعوب العربية تجاه التقدم الاقتصادي والاجتماعي والثقافي، نجد أن العواقب الوخيمة تتفاقم ضمن إطار ترتيب النظام العالمي الحالي للعولمة الليبرالية الجديدة» مع الرفض الشديد لتبرير «تقدم الديمقراطية» في غزو العراق.
يتوفر النص هنا بالكامل 
بدأ ائتلاف أوقفوا الحرب البريطاني، وخاصة جون ريس عن حزب العمال الاشتراكي البريطاني في التوقيع على الإعلان عن طريق اليساريين الأوروبيين، ومن بينهم: جيريمي كوربين عضو بالبرلمان، وجورج جالاواي عضو بالبرلمان وتوني بين وسوزان جورج (عالمة/ناشطة تعيش في فرنسا) وبوب كرو ومايك ريكس (الأمين العام لرابطة مهندسي القطارات ورجال الإطفاء) وجولي كريستي وجورج مونبويت وهارولد بينتر وغياث الدين صديقي (عضو مسلم بالبرلمان) وتومي شريدان (إسكتلندي، اشتراكي) ودكتورة غادة الكرمي (باحثة في معهد الدراسات العربية والإسلامية في جامعة إكستر) وطارق علي. 
وبعد المؤتمر، تظاهر 1000 من المناهضين للحرب بقوة وأحاطت بهم قوات الشرطة لمكافحة الشغب والسيارات المدرعة.
وقد قررت اللجنة المنظمة أن تحاول القيام بأعمال تضامنية مع تظاهرات 18 يناير ولتنظيم التظاهرات المصرية كجزء من اليوم العالمي لمناهضة الحرب 15 فبراير.

## المؤتمر الثاني - 2003
انعقد هذا المؤتمر في 13 و14 ديسمبر 2003 في المقر الرئيسي لنقابة الصحفيين المصريين. وقد حضر في هذا المؤتمر 800 شخص. ويكون الإعلان الأخير للمؤتمر متاحًا هنا.
وقد كان أعضاء البرلمان المناهضين للحرب جورج غالاواي وتوني بين وسلمى يعقوب والنائب العام الأمريكي السابق رمزي كلارك من ضمن المتحدثين الدوليين في هذا المؤتمر. ومن أبرز أفراد الحملة المصريين المشاركين عضوي البرلمان الناصريين حمدين صباحي وجلال عارف رئيس اتحاد الصحفيين المصريين ومأمون الهضيبي المرشد العام لجماعة الإخوان المسلمين. وكان من ضمن المشاركين في تنظيم المؤتمر الروائي المصري صنع الله إبراهيم وناشطة حقوق الإنسان عايدة سيف الدولة.
وقد جلب حضور قائد جماعة الإخوان المسلمين القائد مأمون الهضيبي عددًا كبيرًا من النشطاء الإسلاميين إلى المؤتمر. وعلى الرغم من أن جماعة الإخوان المسلمين كانت محظورة في ذلك الوقت، إلا أنها كانت تعتبر أكبر مؤسسة معارضة في مصر. ومع ذلك، نجد أن بعض المندوبين كانوا صارمين بشأن تعاون الإخوان المسلمين مع الحكومة في سلسلة من المسيرات المناهضة للحروب التي كان يتم تنظيمها قبل غزو العراق.
وقد عبّر الصحفي الألماني هارولد شومان والذي حضر المؤتمر عن إحباطه بسبب أن معظم الخطابات لم تُحلل دور الحكومات العربية لكن بدلاً من ذلك فقد أخذوا الطريق السهل وذلك بإلقاء كل اللوم على الولايات المتحدة. وعبر عن شعوره أن المؤتمر يجب أن يدافع عن شعب العراق وليس النظام. وقد حضر ممثلو الحكومة العراقية المؤتمر، على الرغم من حضور أيضًا المعارضة العراقية ويمثلها عبد الأمير الركابي والذي وصف نفسه بأنه عضو «المعارضة السلمية» على النقيض من هؤلاء الذين التقى بهم في إحدى الفعاليات التي ترعاها الولايات المتحدة في لندن.

## المؤتمر الثالث - 2005
في هذا المؤتمر، تمت دعوة مجموعات سياسية ونشطاء مستقلين ومنظمات في مصر في الفترة من 24 إلى 27 مارس عام 2005 للمشاركة في المؤتمر وعرض أنشتطهم لتحدث في نفس وقت المؤتمر.
قبل المؤتمر، دعا السيد يحيى فكري، الذي يُمثل مركز الدراسات الاشتراكية في لجنة التنظيم، بعثة دولية من أجل حضور المؤتمر لحمايته من حالة القمع؛ فقد قال «كلما زاد عدد الأفراد الذين يأتون من الخارج، وكلما كانت هناك شخصيات بارزة مشاركة في المؤتمر، كان من الصعب على السلطات المصرية إسكاتنا وتكميم أفواهنا.» 

### المنظمات المصرية الداعمة للمؤتمر الثالث
1
في هذا المؤتمر، تمت دعوة مجموعات سياسية ونشطاء مستقلين ومنظمات في مصر في الفترة من 24 إلى 27 مارس عام 2005 للمشاركة في المؤتمر وعرض أنشتطهم لتحدث في نفس وقت المؤتمر.
قبل المؤتمر، دعا السيد يحيى فكري، الذي يُمثل مركز الدراسات الاشتراكية في لجنة التنظيم، بعثة دولية من أجل حضور المؤتمر لحمايته من حالة القمع؛ فقد قال «كلما زاد عدد الأفراد الذين يأتون من الخارج، وكلما كانت هناك شخصيات بارزة مشاركة في المؤتمر، كان من الصعب على السلطات المصرية إسكاتنا وتكميم أفواهنا.» [3]
المنظمات المصرية الداعمة للمؤتمر الثالث
1. المجموعات السياسية والأحزاب
حركة 20 مارس للتغيير والحزب الشيوعي المصري وحزب الكرامة وجماعة الإخوان المسلمين ومنظمة الاشتراكيون المصريون وحزب التحالف الشعبي الاشتراكي وحزب الوسط.
2. الاتحادات والنقابات
اتحاد الأطباء العرب ونقابة الصيادلة في مصر
3. اللجان الشعبية
لجنة التنسيق بين النقابات المهنية ولجنة المقاطعة في النقابات المهنية ولجنة مقاطعة المشروع الصهيوني واللجنة التنسيقية للحقوق والحريات النقابية والعمالية واللجنة المصرية العامة للمقاطعة واللجنة الشعبية للتضامن مع الانتفاضة الفلسطينية-الإسكندرية.
4. مراكز البحث ومنظمات المجتمع المدني
مركز آفاق اشتراكية والمركز المصري للإعلام والثقافة والتنمية ومركز هشام مبارك للقانون ومركز السعد ومركز الدراسات الاشتراكية المصدر 

## المؤتمر الرابع - 2006
عُقد المؤتمر الرابع، تحت عنوان «الحملة الدولية ضد الاحتلال الأمريكي والصهيوني»، في الفترة بين 23 و26 مارس 2006 على منصة تم التعبير فيها من خلال شعارات وهتافات «مع المقاومة في فلسطين والعراق» و«ضد العولمة والإمبريالية والصهيونية».
وقد ناقش المؤتمر وسائل دعم المقاومة في فلسطين والعراق، متحديًا بذلك خطط إسرائيل وأمريكا في مدّ عدوانهم على المنطقة إلى سوريا وإيران أو إحداهما بالإضافة إلى خططهم لتصفية منظمات المقاومة الفلسطينية واللبنانية، وتعامل مع مسائل دعم صراع الشعوب في العالم العربي من أجل الديمقراطية ضد نظم الحكم في المنطقة المتواطئين مع المعتدين وقد دعا أيضًا إلى مدّ وتطور الصراعات الاجتماعية ضد سياسات العولمة في المنطقة العربية.
وقد تناول الإعلان الأخير  للمؤتمر كافة هذه القضايا، فقد عبّر الإعلان عن دعمه لحكومة حركة حماس التابعة للسلطة الوطنية الفلسطينية ضد أنظمة الحكم العربية والأوروبية والأمريكية وعبّر عن اعتراضه على «عملية السلام التي لم تحقق شيئًا للشعب الفلسطيني خلال العقدين الأخيرين»، بينما رفض الاعتراف بدولة إسرائيل وأي امتيازات لها بشأن «المطالب الوطنية الرئيسية».
وقد ذكر الإعلان أيضًا الطموح بشأن فك ما يُطلق عليه «الحصار» بالنسبة للمقاومة في العراق، داعيًا الدول الجيران لدعم «شرعية المقاومة العراقية» واتخذ موقفًا أن المقاومة العراقية هي «الممثل الوحيد للشعب العراقي». وبشأن تصاعد الضغط الأمريكي على دولتي سوريا وإيران، فقد وافق المؤتمر على تنظيم يوم عالمي للتضامن مع إيران وسوريا وكان ذلك في السادس من مايو عام 2006، وهو الطموح الذي تكرر بشأن إيران في دعوة منفصلة «لأعمال منسقة دولية» والتي قد تم إرفاقها مع الإعلان.
وقد دعا الإعلان أيضًا إلى «حركة عربية جديدة من أجل التغيير»، متضمنة «كافة الأشكال الممكنة للتنسيق بين حركات الديمقراطية المختلفة» وتكوين لجان داعمة لحماية القضاة والصحفيين والمحاضرين والطلاب ضد القمع.

## المؤتمر الخامس - 2007
عُقد مؤتمر القاهرة الخامس بين 29 مارس وحتى 1 أبريل عام 2007، وإعلانه الصادر يكون هنا. وطبقا لما ورد في جريدة الأهرام، فقد قام بتنظيم المؤتمر مؤسسة الكرامة لحقوق الإنسان وحزب الاشتراكيين الثوريين وجماعة الإخوان المسلمين) وحزب العمل الإسلامي، وعُقد المؤتمر في نقابة الصحفيين المصريين وحضره ما يقارب 600 مشارك ومراقب من جميع أنحاء العالم وتمت دعوة 80 شخصًا من كوريا الجنوبية و20 كنديًا، وقد كان الإخوان المسلمين الحاضرين هناك نشطاء من فلسطين (من ضمنهم أعضاء حركة حماس) والعراق ولبنان وفنزويلا وتركيا واليونان ونيجريا وبريطانيا وتونس والسودان وفرنسا وإيران. وتضمن المتحدثون علي الفايد من حزب الله، وسعد الله مزرعاني من الحزب الشيوعي اللبناني، وجايمس كلارك من تحالف السلام الكندي، وفيروز ميتهيبوروالا من المنتدى الفكري لمسلمي الهند، وجون ريز من حزب العمال الاشتراكي (بريطانيا) وروز جنتل (والدة غوردن جنتل، جندي بريطاني قُتل أثناء خدمته في العراق، وشخصية قيادية في عائلات العسكريين المناهضين للحرب).

## المؤتمر السادس - 2008
عُقد مؤتمر القاهرة السادس لمناهضة الحرب في الفترة بين 27 و30 مارس 2008.

## المؤتمر السابع - 2009
«تم إلغاء مؤتمر القاهرة السابع لمناهضة الحرب بعد منع الحاضرين من الوصول إلى المقر».

## الحكومة المصرية ومؤتمر القاهرة
على الرغم من أن الحكومة المصرية كانت معارضة رسميًا لغزو العراق، بيد أن العلاقات بينها والمؤتمر كانت متوترة بسبب حقيقة أن نظام حكم محمد حسني مبارك يحصل على دعم من الولايات المتحدة وأن النظام يخشى الحركات الشعبية والتي قد تنمو لتحدي استبداديته.

## النقد
كان من بين الانتقادات التي وجهت للمؤتمر الأول أنه كان يدعو إلى التضامن ليس مع الشعب العراقي وإنما كان مع حكومة صدام حسين العراقية، وكان مما عزز هذا التصور الحضور الواضح لعدد من الضباط العراقيين في المؤتمر. وطبقًا لما ورد في الأهرام الأسبوعي  نسخة محفوظة 4 أبريل 2005 على موقع واي باك مشين., فقد قام الصحفي والمؤلف الألماني هارالد شومان بإثارة غضب نبيل نجم، وهو كبير المستشارين السياسيين للرئيس العراقي، بعد التعليقات التي صرّح فيها بالإصرار على أن كافة المشكلات التي يواجهها العالم العربي ستُلقى على باب الولايات المتحدة وهذا يعتبر نصف الحقيقة فقط وأن المؤتمر لم يعنِ «بالدفاع عن نظام الحكم العراقي وصدام حسين بأي شكل أو هيئة». «أنا هنا» قالها «للدفاع عن الشعب العراقي.»

## معلومات أخرى
- مقالة حول حالة القمع للحركة لمصرية المناهضة للحرب
- مقالة حول العلاقة بين حركة مناهضة الحرب وحركة الديمقراطية في الشرق الأوسط

### المؤتمر الأول
- Notes on the Cairo Conference Against US Aggression on Iraq, Gary Leupp, CounterPunch
- A Report from Cairo on the International Campaign Against US Aggression on Iraq, Peter Phillips, CounterPunch, December 23, 2002
- Socialist Worker article on 1st conference
- Report on first conference by Al-Ahram  نسخة محفوظة 4 أبريل 2005 على موقع واي باك مشين.
- Stan Crooke, "The Politics of the Cairo Declaration," New Politics, Vol. IX, No. 3 (New Series), Summer 2003, pp. 120–126.

### المؤتمر الثاني
- Socialist Review article on the 2nd conference
- Report on second conference by Al-Ahram

### المؤتمر الثالث
- Socialist Worker article on the call for a 3rd conference
- Video of Report of Conference at Manchester Peace Rally
- Swindon delegates report back from Cairo anti-war conference(indymedia)

### المؤتمر الرابع
- Final Declaration of the Cairo Conference 2006
- Invitation to the Conference (includes links to the Conference Briefing and Program)